# Dikwa
Koordinaten: 12° 2′ N, 13° 55′ O
Dikwa ist eine Stadt  im nigerianischen Bundesstaat Borno und der Hauptort der Local Government Area Dikwa sowie Sitz des Sultanats Dikwa. Sie hat mehrere zehntausend Einwohner, die hauptsächlich von Landwirtschaft und Handel leben, und ist muslimisch geprägt.

## Geografie
Die Stadt liegt nahe der Staatsgrenze zu Kamerun im äußersten Nordostzipfel Nigerias, in der fruchtbaren Ebene des südlichen Tschadbeckens zwischen dem Tschadsee und dem Mandara-Gebirge. Östlich von Dikwa versickert der einst in den Tschadsee mündende Fluss Yedseram.
Die Nationalstraße A3 zwischen Maiduguri und der Staatsgrenze führt in West-Ost-Richtung durch Dikwa. Künftig soll sie Teil des Dakar-N’Djamena-Highway sein. Auch in nördliche und südliche Richtung führen Straßen.

## Geschichte

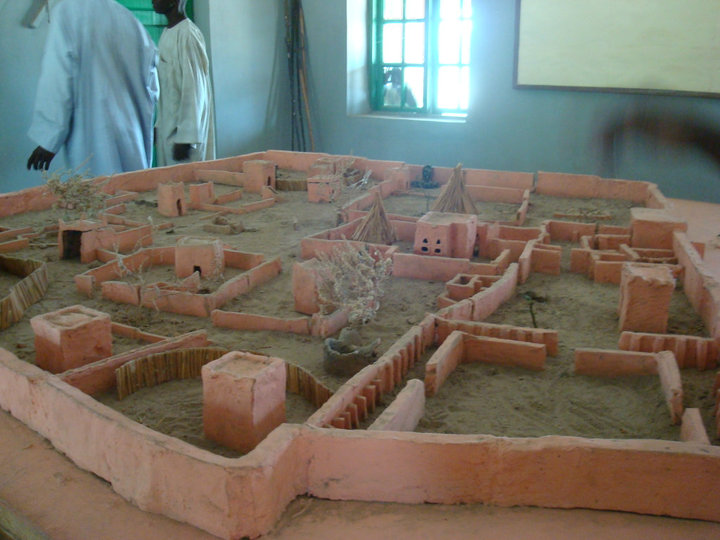
Modell der historischen Festung Dikwa im örtlichen Museum

Die Siedlung Dikwa war ein Teil des Königreichs Bornu, bis 1893 Rabih az-Zubayr sie eroberte, befestigte und zur Hauptstadt seines Königreichs ausbaute. Teile der Befestigungsanlagen sind bis heute erhalten. 
Im Jahr 1900 besiegten französische Kolonialtruppen in der Schlacht bei Kousséri unter Befehl von Amédée-François Lamy Rabih az-Zubayr  und besetzten die Stadt unter Kolonialadministrator Émile Gentil. In dieser Zeit kam es 1901 zur Errichtung eines parallel zur Kolonialregierung agierenden Sultanats Dikwa, das sich als ein Nachfolger des alten Bornureiches sieht. 
Aufgrund eines nach Gebietsstreitigkeiten (Wettlauf um Afrika) 1893 zwischen den Kolonialmächten Deutsches Reich und Großbritannien geschlossenen Vertrages, der die Stadt Deutsch-Kamerun zusprach, übergab Frankreich 1902 Dikwa an die deutsche Schutztruppe unter Curt von Pavel. Im Mai 1902 wurde auf deutschen Befehl der Sklavenmarkt der Stadt geschlossen. Unter der Bezeichnung Dikoa war die Stadt bis 1916 Hauptstadt von Deutsch-Bornu, das der Residentur Deutsche Tschadseeländer angegliedert war. Zwischen 1909 und 1911 war Adolf von Duisburg Postenführer in Dikoa.
Im Ersten Weltkrieg besetzten britische Truppen die Stadt. Ab 1922 war sie aufgrund eines Völkerbundmandats bzw. ab 1946 eines Treuhandabkommens gemäß Kapitel XII der Charta der Vereinten Nationen unter britischer Verwaltung Teil von Cameroons. 1942 wurde der Sitz des Sultanats von Dikwa nach Bama verlegt. 

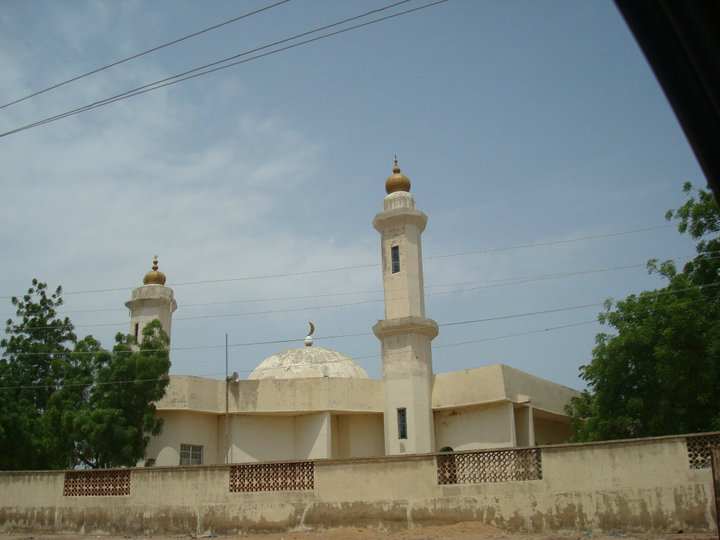
Moschee in Dikwa

Als Ergebnis einer von den Vereinten Nationen veranlassten Volksabstimmung im Februar 1961 wurde Cameroons aufgeteilt. Die Stadt kam wie der ganze muslimisch geprägte Nordteil von Cameroons am 31. Mai 1961 zu Nigeria, Dikwa wurde wieder Sitz eines Sultanats.
Bei Dikwa befindet sich wegen bewaffneter Konflikte um die Islamisierung Nigerias (die Nachbarstadt Maiduguri ist das Hauptquartier der islamistischen Organisation Boko Haram, die auch in Dikwa blutige Anschläge verübte) heute ein großes Flüchtlingslager mit mehreren Tausend Bewohnern.